# Dallas Schoo

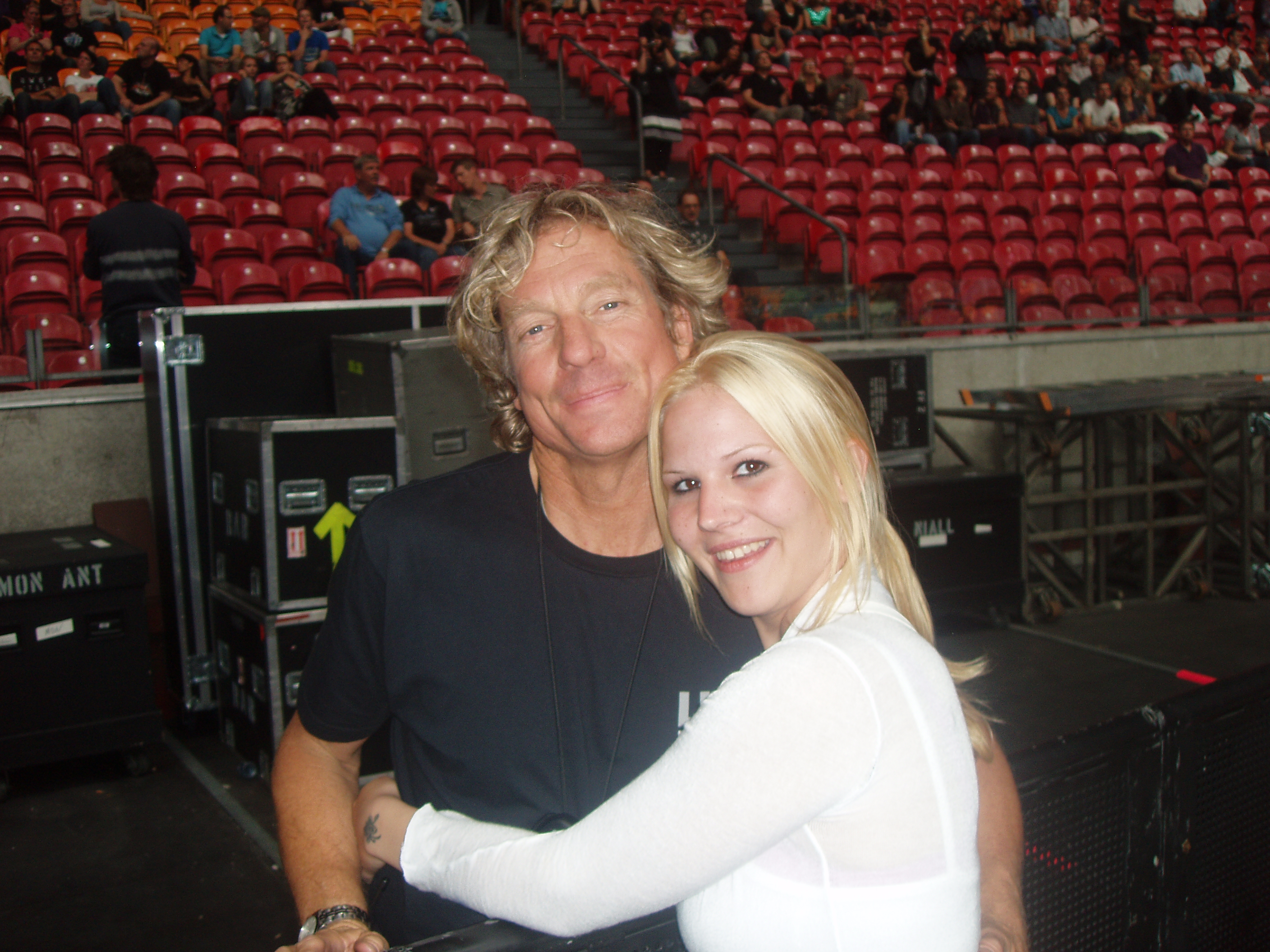
Dallas Schoo mit Fan

Dallas Schoo Dalton, bekannt als Dallas Schoo (* 20. November in Louisville, Kentucky), ist ein US-amerikanischer Gitarrist und Gitarrentechniker. Seit 1987 ist er als Gitarrentechniker für U2 tätig.

## Karriere
Schoo gründete in den 1960er Jahren die Countryband The Dalton Brothers und war später Stagemanager und zeitweise auch Gitarrist der Band Firefall mit Rick Roberts. Auf dem Album Elan, das Platinstatus erreichte, ist er als Musiker zu hören.
Bekannter wurde Schoo in der Musikbranche jedoch durch seine Arbeit als Gitarrentechniker unter anderem für Bands und Musiker wie The Police, Eagles, Prince, Pearl Jam, Lynyrd Skynyrd und Steven Van Zandt. Am bekanntesten ist er durch seine seit 1987 bestehende Zusammenarbeit mit The Edge von U2.
Ende 1986 arbeitete Schoo für die Band Mr. Mister, als er durch Daniel Lanois das Angebot bekam, als Techniker mit U2 auf die Tournee zum neuen Album The Joshua Tree zu gehen. Auf Anraten von Bill Graham entschied er sich für die Arbeit mit U2 und ist seit dieser Zeit bei allen Konzerten und Studioaufnahmen der Band als Techniker dabei gewesen. Er ist dadurch maßgeblich an der Umsetzung des „Edge-Soundsystems“ beteiligt, das sich in über 20 Jahren Zusammenarbeit stets weiterentwickelt hat. Edge benutzt bei manchen Live-Konzerten mehr als 20 Gitarren, die zuvor von Schoo neu besaitet werden. Während der Show reicht er Edge die gestimmten Gitarren und bedient teilweise die Effekte. Die präzise Bereitstellung der Gitarren und die Koordination mit den Effekten ist ein elementarer Bestandteil der Show und erfordert wochenlange Abstimmung zwischen Schoo und der Band.
Durch den ausführlichen Soundcheck mit sämtlichen Gitarren, den Schoo vor allen U2-Konzerten durchführt, ist er den Fans der Band gut bekannt und hat als „Kultfigur“ eine eigene Online Fan-Community. In Davis Guggenheims Film It Might Get Loud erläutert Schoo einige der von Edge verwendeten Stage Setups und Effekte.

„There's one person I'd like to thank as without him this whole tour just wouldn't be possible. I'd like to introduce you to him now. Dallas Schoo Dalton, he's over here! ... Dallas is one of our biggest influences.“

### Auszeichnungen
- 2010: Total Production International Award[6]

## Diskografie
Firefall - Elan (Atlantic, 1978)

## Privates
Dallas Schoo ist verheiratet und lebt in Boulder, Colorado.